# Йонсен, Микаэль Торсет
Микаэль Тёрсет Йонсен (норв. Mikael Tørset Johnsen; 4 июля 2000, Шиен, Норвегия) — норвежский футболист, полузащитник клуба «Ранхейм».
Отец Микаэля — Тор Гуннар Йонсен также являлся профессиональным футболистом. Старший брат Деннис Йонсен — профессиональный футболист.

## Клубная карьера
Йонсен — воспитанник клуба «Русенборг». 28 апреля 2019 года в матче против «Молде» он дебютировал в Типпелиге. 15 мая Йонсен подписал новый двухлетний контракт с «Русенборгом». 26 ноября Йонсен подписал новый двухлетний контракт с «Русенборгом», до 2021 года.
28 августа 2020 года Йонсен был взят в аренду нидерландским «Фейеноордом» в свою команду до 21 года на полсезона. 15 января 2021 года «Фейеноорд» продлил аренду Йонсена до середины 2021 года. 26 января «Фейеноорд» передал Йонсена в аренду клубу Первого дивизиона Нидерландов «Дордрехт» до лета.
26 февраля 2022 года Йонсен в качестве свободного агента подписал контракт с итальянской «Венецией» до сезона 2023/24 с опционом на следующий год. 15 марта он отправился в аренду в американский «Окленд Рутс» на сезон Чемпионшипа ЮСЛ 2022. За «Рутс» он дебютировал 7 мая в матче против «Ориндж Каунти», отметившись голевой передачей после выхода на замену вместо Хуана Асокара. 25 июня в матче против «Атланты Юнайтед 2» он забил свой первый гол за «Рутс», а также отдал голевую передачу. По истечении срока аренды в «Окленд Рутс» в конце 2022 года Йонсен вернулся в «Венецию». 23 августа 2023 года контракт Йонсена с «Венецией» был расторгнут по обоюдному согласию сторон.
11 сентября 2023 года Йонсен подписал контракт с клубом третьего дивизиона Норвегии «Схьёрдалс-Блинк».
8 февраля 2024 года Йонсен подписал контракт с клубом второго дивизиона Норвегии «Ранхейм».